# حجم الدماغ
يُعتبر حجم الدماغ أحد المواضيع الدراسية الشائعة في مجالات علم التشريح، وعلم الإنسان الحيوي، وعلوم الحيوان والتطور. يُقاس حجم الدماغ في بعض الأحيان بواسطة الوزن أو بواسطة الحجم في أحيان أخرى (من خلال تقنيات التصوير بالرنين المغناطيسي أو قياس حجم الجمجمة). يمكن استخدام اختبار الذكاء بالتصوير العصبي من أجل دراسة قياسات الدماغ الحجمية. بالنسبة إلى «اختبار الذكاء»، تتمثل إحدى التساؤلات المتكررة في مدى ارتباط حجم الدماغ مع الذكاء. يُعد هذا السؤال أحد المواضيع الجدلية وسيناقشه المقال بشكل أوسع في قسم الذكاء. لا تقتصر أهمية قياس حجم الدماغ وسعة القحف على الإنسان، بل تشمل جميع الثدييات الأخرى.

## الجنس
يبلغ متوسط حجم دماغ الطفل عقب الولادة 369 سم مكعب ويزداد، خلال السنة الأولى من العمر، إلى 961 سم مكعب ليبدأ معدل النمو بعد ذلك في الانخفاض. يبلغ حجم الدماغ ذروته خلال سنوات المراهقة، ويبدأ بعد سن الأربعين في التراجع بنسبة 5% لكل عقد من العمر، ليتسارع في الانخفاض بعد سن السبعين. يبلغ متوسط وزن دماغ الذكور البالغين 1,345 غرام (47.4 أونصة)، بينما يبلغ متوسط وزن دماغ الإناث البالغات 1,222 غرام (43.1 أونصة). (لا يأخذ هذا كثافة العصبونات ومعدل كتلة الدماغ إلى الجسم في عين الاعتبار؛ يمتلك الرجال في المتوسط أجسام أكبر من النساء). وُجد أن متوسط حجم الدماغ، والمخيخ والفصوص القشرية الدماغية أكبر لدى الذكور، باستثناء الفص الجداري الأيسر. تختلف فروق الحجم بين الجنسين باختلاف مناطق الدماغ الأكثر تحديدًا. اتجهت الدراسات نحو الإشارة إلى امتلاك الرجال حجمًا أكبر نسبيًا من اللوزة الدماغية وتحت المهاد، بينما تمتلك النساء حجمًا أكبر نسبيًا النواة الذنبية والحصين. عند مقارنة الحجم، والارتفاع والوزن داخل القحف، يشير كيلي (2007) إلى امتلاك النساء نسبة أعلى من المادة الرمادية، بينما يمتلك الرجال نسبة أعلى من المادة البيضاء والسائل الدماغي الشوكي. مع ذلك، يوجد درجة عالية من التباين بين الأفراد المشاركين في هذه الدراسات.
مع ذلك، لم يجد ياكي (2011) على أي فروق جنسية ذات دلالة إحصائية فيما يتعلق بنسبة المادة الرمادية لدى مختلف الفئات العمرية (التي صُنفت في مجموعات حسب العقد)، باستثناء العقدين الثالث والسادس من العمر في عينة من 758 امرأة و702 رجل الذين تتراوح أعمارهم بين 20 و69 سنة. امتلك الذكور في العقد الثالث من العمر (الذين تتراوح أعمارهم بين 20 و29 سنة) متوسط أعلى بكثير لنسبة المادة الرمادية مقارنة بالمتوسط المقاس لدة الإناث من نفس الفئة العمرية. في المقابل، امتلكت النساء في العقد السادس من العمر نسبة أكبر بكثير من المادة الرمادية، لكن لم تظهر أي فروق ذات دلالة بين أولئك في العقد السابع من عمرهم.
يبلغ الحجم الإجمالي للدماغ والمادة الرمادية ذروته خلال الأعمار المتراوحة بين 10 و20 عام (وفي وقت مبكر أكثر لدى الفتيات مقارنة بالفتيان)، بينما يستمر حجم المادة البيضاء والبطينات في الازدياد. تشهد ذروة النمو في الطفولة نمطًا عامًا من التطور العصبي متبوعًا بانخفاضات في سن المراهقة (على سبيل المثال، التقليم المشبكي). بشكل متناسب مع النتائج الملحوظة لدى البالغين، يزيد متوسط حجم الدماغ بنسبة 10% لدى الفتيان مقارنة بالفتيات. مع ذلك، لا يجوز تفسير مثل هذه النتائج بوصفها إشارة إلى أي شكل من أشكال الأفضلية أو التخلف الوظيفي؛ لا تعكس المقاييس البنيوية الإجمالية العوامل ذات الصلة الوظيفية مثل الاتصالية العصبونية وكثافة المستقبلات، وتجدر الإشارة إلى وجود تباين كبير في حجم الدماغ حتى بين أفراد المجموعات المحددة بدقة، على سبيل المثال، قد يظهر الأطفال من نفس العمر تباينًا كبيرًا يصل إلى 50% في حجم الدماغ الإجمالي. تمتلك الفتيات الصغيرات في المتوسط حجم حصين أكبر نسبيًا، بينما يظهر الفتيان حجمًا أكبر في اللوزة الدماغية. مع ذلك، وجدت العديد من الدراسات وجود كثافة مشبكية أعلى لدى الذكور: أبلغت دراسة في عام 2008 امتلاك الذكور متوسط كثافة مشبكية أعلى بكثير بما يبلغ 12.9 × 108 لكل مليمتر مكعب، بينما كان متوسط الكثافة المشبكية لدى الإناث 8.6 × 108 لكل مليمتر مكعب، أي يوجد فرق بنسبة 33% بين الجنسين. أظهرت دراسات أخرى امتلاك دماغ الذكور ما يصل إلى 4 مليار عصبون إضافي في المتوسط مقارنة بالإناث، ما يؤكد هذا الاختلاف، إذ امتلك كل عصبون في المتوسط 7,000 اتصال مشبكي مع العصبونات الأخرى.
تحدث العديد من التغيرات الديناميكية المعتبرة في بنية الدماغ خلال مرحلة البلوغ والشيخوخة، مع وجود درجة عالية من التباين في هذه التغيرات من فرد إلى آخر. في العقود الأخيرة، اظهر الرجال انخفاضًا أكبر في حجم الدماغ الإجمالي في الفصين الجبهيين والفصين الصدغيين، بينما حدث انخفاض حجم الدماغ الأكبر لدى النساء في الحصين والفصين الجداريين. يظهر الرجال انخفاضًا حادًا في حجم المادة الرمادية الشاملة، على الرغم من تباين هذا الانخفاض لدى كلا الجنسين حسب المنطقة، إذ تختبر بعض المناطق تغيرات ضئيلة أو معدومة مع التقدم في العمر. من الواضح أن حجم المادة البيضاء الإجمالي غير متناقص مع التقدم في العمر، على الرغم من وجود تباين في حجمها بين مناطق الدماغ المختلفة.

## الذكاء
تظهر الدراسات وجود علاقة بين حجم الدماغ والذكاء، إذ يشير حجم الدماغ الأكبر إلى درجة أعلى من الذكاء. مع ذلك، من غير الواضح إمكانية اعتبار هذا الارتباط سببيًا. تشير معظم دراسات التصوير بالرنين المغناطيسي إلى وجود ارتباطات معتدلة متراوحة بين 0.3 و0.4 بين حجم الدماغ والذكاء. يمكن ملاحظة الارتباطات الأكثر ثباتًا داخل الفصوص الجبهية، والصدغية والجدارية، والحصين والمخيخ، إلا أنها لا تمثل سوى قدرًا ضئيلًا نسبيًا من التباين في نسبة «آي كيو»، ما يشير بدوره إلى وجود العديد من العوامل الأخرى التي تلعب دورًا هامًا في الذكاء على الرغم من وجود علاقة بين الذكاء وحجم الدماغ. بالإضافة إلى ذلك، لا تظهر أحجام الدماغ ارتباطًا قويًا بالمقاييس المعرفية الأكثر دقة. لدى الرجال، تظهر نسبة «آي كيو» ارتباطًا أكبر مع حجم المادة الرمادية في الفص الجبهي والفص الجداري، الذي يتعلق تقريبًا بالتكامل الحسي والانتباه، بينما لدى النساء، تظهر نسبة الذكاء ارتباطًا أكبر مع حجم المادة الرمادية في الفص الجبهي وباحة بروكا، التي تتعلق باللغة.
تظهر الأبحاث المتعلقة بقياس حجم الدماغ، وجهود «بّي 300» السمعية المثارة بالإضافة إلى الذكاء انفصالًا، مثل ارتباط كل من حجم الدماغ وسرعة «بّي 300» مع الجوانب المقاسة من الذكاء، إلا أنهما غير مرتبطين ببعضهما البعض. تتعارض الأدلة أيضًا بشأن مدى صحة اعتبار التباين في حجم الدماغ مؤشرًا على الذكاء بين الأشقاء، إذ أظهرت بعض الدراسات وجود ارتباطات معتدلة بينما أظهرت دراسات أخرى عدم وجود أي ارتباط. أشارت مراجعة حديثة بواسطة نيسبيت، فلين وآخرين (2012) إلى عدم إمكانية اعتبار حجم الدماغ المجرد أحد المقاييس الجيدة لنسبة «آي كيو»، على سبيل المثال، يختلف حجم الدماغ أيضًا بين الرجال والنساء، لكن دون وجود حالات اختلاف موثقة بشكل جيد في نسبة «آي كيو».
أظهر اكتشاف حديث في السنوات الأخيرة حدوث تغير في بنية الدماغ البشري البالغ عند تعلم مهارة معرفية أو حركية جديدة، بما في ذلك المفردات اللغوية. ثبت وجود لدونة عصبية بنيوية (ارتفاع في حجم المادة الرمادية) لدى البالغين بعد ثلاثة أشهر من التدريب على مهارة بصرية حركية، إذ ظهر أن التغير النوعي (أي تعلم مهمة جديدة) أكثر أهمية للدماغ في تغيير بنيته مقارنة بالتدريب المستمر على مهمة متعلمة بالفعل. أظهرت مثل هذه التغيرات (على سبيل المثال، المراجعة للاختبارات الطبية) استمرارية لمدة 3 أشهر على الأقل دون مزيد من الممارسة؛ تشمل الأمثلة الأخرى تعلم أصوات الكلام الجديدة، والقدرات الموسيقية الجديدة، ومهارات التنقل إلى جانب تعلم قراءة الكلمات المعكوسة على المرايا.